# Thomas Katsich

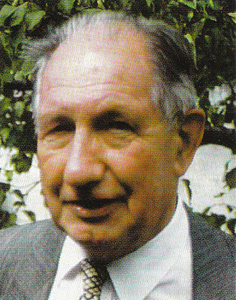
Thomas Katsich

Thomas Katsich (* 29. Dezember 1919 in Nebersdorf/Šuševo; † 14. Juli 2004 in Eisenstadt) war ein österreichischer Jurist und Politiker (ÖVP). Katsich war von 1965 bis 1982 Abgeordneter zum Burgenländischen Landtag.

## Ausbildung und Beruf
Katsich besuchte nach der Volksschule in Nebersdorf die Hauptschule in Deutschkreutz und absolvierte danach die kaufmännische Wirtschaftsschule in Eisenstadt. Ab 1938 arbeitete er als Angestellter für die Molkerei Horitschon, später war er auch in anderen Betrieben, zuletzt in Augsburg, beschäftigt. Nach dem Ende des Zweiten Weltkriegs war er ab 1945 in der elterlichen Landwirtschaft aktiv, legte 1948 die Externistenmatura an einer Maturaschule in Wien ab und studierte in der Folge Rechtswissenschaft an der Universität Wien, wobei er 1952 zum Dr. jur promovierte. Nach seiner Gerichtspraxis am Bezirksgericht Oberpullendorf wurde er am 1. März 1958 Direktor der Landwirtschaftskrankenkasse bzw. der Sozialversicherungsanstalt der Bauern, wobei er diese Funktion bis 1980 ausübte.

## Politik und Funktionen
Katsich wurde von der ÖVP in den burgenländischen Landtag berufen und gehörte diesem von 19. Oktober 1965 bis 29. Oktober 1982 an. Von 1972 bis 1982 war er zudem geschäftsführender Klubobmann der Österreichischen Volkspartei und von 1964 bis 1968 Gemeinderat in Eisenstadt.
Als Burgenland-Kroate gründete Katsich gemeinsam mit Ivan Müller nach dem Zweiten Weltkrieg den Kroatischen Akademikerklub (Hrvatski Akademski Klub), der sich um die Förderung, Erhaltung und Weiterentwicklung der burgenländischkroatischen Sprache, Kultur und Identität vor allem in Österreich, aber auch in Ungarn und der Slowakei bemüht. Darüber hinaus engagierte sich Katsich auch im Kroatischen Kulturverein (Hrvatsko Kulturno Društvo) sowie im Kroatischen Presseverein (Hrvatsko Štamparsko Društvo).